# TKh4b
TKh4b – parowóz bezogniowy produkowany w Zakładach Naprawczych Taboru Kolejowego we Wrocławiu w latach 1953-1955. W tym okresie zbudowanych zostało 28 egzemplarzy tego modelu.
Konstrukcja bazowała na podwoziu lokomotyw serii Tp4. W tym przypadku, po wymontowaniu ostatniego zestawu kołowego, dokonano skrócenia i wzmocnienia tylnej części ostoi, pozostawiając napęd na trzecią oś. Zasobniki pary zostały dostarczone przez Sosnowieckie Zakłady Budowy Kotłów. Żaden parowóz nie został zachowany.

## Dane techniczne
- prędkość maksymalna - 20km/h
- średnica kół napędnych - 1 350 mm
- masa służbowa - 54 000 kg